# Um Favor Indecente
The Favor (bra/prt: Um Favor Indecente) é um filme estadunidense de 1994, do gênero comédia romântica, dirigido por Donald Petrie, roteirizado por Sara Parriot e Josann McGibbon, música de Thomas Newman.
The Favor foi filmado em 1990, mas foi lançado em larga escala nos Estados Unidos e no Canadá em 29 de abril de 1994, devido à falência da Orion Pictures em 1991. Foi lançado em vídeo caseiro no formato DVD da Região 1 em 29 de dezembro de 2001, pela MGM Home Entertainment.
No site Rotten Tomatoes, recebeu 27% de críticas favoráveis com uma classificação média de 4.9/10.

## Sinopse
Mulher casada pede a sua melhor amiga para seduzir um antigo namorado dos tempos de escola, a fim de satisfazer as curiosidades que tem sobre ele.

## Elenco
- Harley Jane Kozak ....... Kathy Whiting
- Elizabeth McGovern ....... 	Emily
- Bill Pullman ....... Peter
- Brad Pitt ....... Elliott Fowler
- Larry Miller ....... Joe Dubin
- Ken Wahl ....... Tom Andrews
- Ginger Orsi ....... 	Gina
- Leigh Ann Orsi ....... Hannah
- Felicia Robertson ....... Carol
- Kenny Twomey ....... Mr. Lucky
- Florence Schauffler ....... assistente do museu
- Elaine Mee ....... Chunky Woman
- John Horn ....... Pastor